# Travunija
Travunija (lat. Tribunia) je srednjovjekovna država koja je obuhvaćala južnu Dalmaciju i dijelove istočne Hercegovine. Poznata je još pod kasnijim nazivom Trebinje. To je srednjovjekovno povijesno područje u primorju između Kotora i Dubrovnika, a u unutrašnjosti teritorij dijela današnje Hercegovine i veoma malog dijela Crne Gore. Općenito, obuhvaćala je teritorij između Zahumlja i prvotnog zemljopisnog jezgra dukljanske države). Kao biskupija, u početku podređena Barskoj, a od 1200. Dubrovačkoj nadbiskupiji. Od 9. stoljeća je pod domaćim vladarima, u 10. stoljeću pod raškom vlašću, od početka 1040-ih u sastavu dukljanske države, potom 1185. – 1378. godine Srbije, Bosne od 1378. do 1466. te Turske. Dio uz jadransku obalu, Konavle, nakon 1426. u sastavu je Dubrovačke Republike. Od 15. stoljeća nadalje Travunija je uže vezana uz koncept Hercegovine.

## Doseljenje Hrvata u Travuniju
Hrvati su rubno naselili krajeve južno od rijeke Cetine, tj. Crvenu Hrvatsku. Ondje se poslije razvila posebna hrvatska državica, Dubrovačka Republika. Također su naselili gradove u Boki (Kotor), koji su bili pod Bizantskom vlašću. Doselili su se i u Bosnu, gdje je u srednjem vijeku postojala zasebna država s kršćanskim pučanstvom zapadne orijentacije (kasnije rimokatoličkim). Osim toga, našli su se u Istri preko rijeke Raše, gdje su od doseljenja činili većinu.
Hrvati su naselili također i južne predjele između Cetine i Neretve, koji su se nazivali Pomorjem ili Paganijom, a nastavali su ih Neretvani. Od Neretve do Dubrovnika, prostirala se oblast Zahumlje, od Dubrovnika do Kotora s Konavlima Travunija, a dalje prema jugu Duklja. U zaleđu, oko istoimene rijeke, prostirala se Bosna. U tim južnim krajevima, koje od povijesnih izvora samo Ljetopis popa Dukljanina naziva Crvenom Hrvatskom, vladajući, plemenski sloj Hrvata nije bio tako brojan kao na području od Raše do Cetine, pa su tu, u imenovanju društvenih zajednica, prevladala lokalna, pretežno zemljopisna imena (izuzimajući Dukljansko Kraljevstvo, koje je bilo posve definirani državni, crkveni i kulturni entitet). 
Međutim, ta su područja bila i dalje više ili manje vezana uz Hrvatsku, osobito kad je hrvatska država bila snažna. Naime, žitelji svih tih krajeva uskoro su, kao i ostali Hrvati, preuzeli kršćanstvo sa zapada. Stoga ih visoki svećenik iz Bara (možda Grgur Zadranin), nazvan popom Dukljaninom, priopćavajući događaje iz 8. stoljeća (Duvanjski sabor koji je održan oko 750. godine), naziva Crvenom Hrvatskom, odnosno Gornjom Dalmacijom.

## Prema Konstantinu Porfirogenetu
Prema Konstantinu VII. Porfirogenetu, autoru djela O upravljanju carstvom:
»Arhonti Travunije su uvijek bili pod vlašću arhonta Srbije. Travunija na jeziku Slavena znači utvrđeno mesto, i to zato što u zemlji ima mnogo utvrđenja. Ovoj zemlji Travuniji podređena je druga zemlja nazvana Konavlje. Konavlje na jeziku Slavena znači teretna kola, zbog toga što je zemlja ravna pa oni sve svoje poslove obavljaju upotrebljavajući kola.«
U njoj su se nalazili utvrđeni gradovi: Travunija (današnje Trebinje), Ormos (današnji Vrm na Trebišnjici), Risan, Lukavec i Zetliv ili Zatleblje.
Porfirogenet u poglavlju ο Travunjanima tumači etnogenezu mjesta, u kojemu prema hrvatskom povjesničaru Nevenu Budaku kaže da narod pripada Srbima, ali samo od vremena Heraklija do kneza Vlastimira, kada su stekli neovisnost. Budak ističe kako car naizgled povezuje etničku i političku pripadnost, jer u trenutku kada pucaju političke veze, prestaju i one etničke. To, tvrdi Budak, onemogućava tumačenje Konstantinovih tvrdnji da su Neretvani, Zahumljani, Travunijani i Konavljani dio srpske populacije, jer to ne tvrdi niti jedan drugi izvor. Budak iskazuje da je u slučaju Duklje to još jasnije jer Dukljane ne ubraja ni u Srbe, niti u Hrvate, iako bi to prema nekim povjesničarima gotovo moralo proizlaziti iz njihova geografskog položaja.
Prvi po imenu poznati župan Travunije bio je početkom 9. stoljeća Beloje (Bela), čiji je sin Krajina dobio za ženu kćer raškoga župana Vlastimira. U Tomislavovo vrijeme (910. – 928.), Travunija je vazal Hrvatskoga Kraljevstva. Krajinu je naslijedio sin Hvalimir, a njega Tišimir Belić, koji je sredinom 10. stoljeća postao podložnik srpskoga velikog župana Časlava. Nakon Časlavova poraza 960. Travunija je ponovno stekla veći stupanj neovisnosti, a Hvalimir i njegov brat Predimir sa sinovima vodili su u drugoj polovici 10. stoljeća česte sukobe s Dukljom.
Iz sukoba je kao jača strana izišla Duklja te su njezini vladari Predimir i njegov sin Petrislav vladali većim dijelom travunijskoga područja. U 10. stoljeću Konstantin Porfirogenet spominje 5 gradova na području Travunije: Trebinje, Vrm, Risan, Lukavete i Zetlivi. Potkraj 10. i početkom 11. stoljeća Travunijom je upravljao dukljanski vladar Vladimir. Od 1016. bila je uspostavljena vrhovna bizantska vlast, a 1018. bizantske su postrojbe ušle u Travuniju.
Nakon Vojislavove protubizantske pobune u Duklji 1030. bila je obnovljena dukljanska vlast nad Travunijom Dukljanski vladar Vojislav nakon pobjede nad Bizantom i njegovim raško-zahumsko-travunijanskim vazalima u bici kod Bara 1042. godine, proširuje svoju vlast na Zahumlje. Travunijski biskup bio je isprva podčinjen Barskoj, a približno od 1200. Dubrovačkoj nadbiskupiji. U razdoblju nakon smrti kneza Vojislava, njegova udovica, dukljanska kneginja Neda je Travuniju dala na upravljanje sinovima Gojislavu i Predimiru. Kada je Duklja 1077., najkasnije 1078. godine postala prva kraljevina, u njezinom sastavu se i dalje nalazila i Travunija, koja nakon uništenja Dukljanskoga kraljevstva (1186. 1189.) ulazi u sastav Srbije pod Nemanjićima (1185. – 1278.). 
Položaj Travunije u većem dijelu 12. stoljeća nije potpuno jasan, a od doba Stefana Nemanje potkraj stoljeća područje je ponovno došlo pod vrhovnu vlast raških velikih župana, poslije raških (srpskih) kraljeva i careva. Iz Travunije potječe srpska velikaška obitelj Mrnjavčevića. Povremeno su njome upravljali pojedini članovi srpske vladarske kuće, primjerice kraljica Helena Anžuvinska u 13. stoljeću. Godine 1326. Bosanska Banovina je osvojila susjedno Zahumlje. Slabljenjem Srbije nakon Maričke bitke (1371.), Travunijom i okolnim područjem zavladala je velikaška kuća Vojinovića iz Huma. Nakon poraza srpskoga velikaša Nikole Altomanovića, bosanski kralj Tvrtko I. Kotromanić zauzeo je 1378. Travuniju i od tada je to područje čvršće vezano uz bosanski državni entitet, a od 15. stoljeća uz područja hercega Stjepana Vukčića Kosače i povijesni pojam Hercegovine, što se nastavilo i u osmansko doba (nakon 1466.) inkorporiranjem toga područja u sastav Hercegovačkoga sandžaka. Dio toga područja uz obalu, Konavle, prodajom je nakon 1426. ušao u sastav Dubrovačke Republike.

## Starohrvatske crkvice u Travuniji
Stare porušene crkve u srednjovjekovnoj Travuniji, koje su djelomično arheološki ispitane, navodi Dominik Mandić u svojoj knjizi Etnička povijest Bosne i Hercegovine kao bivše katoličke crkve:
1. Crkva sv. Petra Apostola u Zavali, u Popovu polju, koje je u srednjem vijeku pripadalo Zahumlju. Do Drugog svjetskog rata bile su vidljive ruševine te crkve, koja se nalazila oko 250 m u jugoistočnom smjeru od današnjega pravoslavnog manastira u Zavali, na lijevoj strani ceste, koja ide iz Zavale u Slano. Crkva je bila građena u 11. ili 12. stoljeću, u hrvatskom preromaničkom slogu, slična mnogim hrvatskim crkvenim građevinama u Dalmaciji od 9. do 12. stoljeća. Tri ploče od oltarske pregrade te stare katoličke crkve prenesene su u sadašnju pravoslavnu manastirsku crkvu, a jedna se nalazi u privatnom posjedu jednoga domaćega Hrvata katolika. Više ploča urešeno je sa starohrvatskim pleterom, a četiri ploče s pleterom i euharističkim motivima. Tropleter na tim pločama sličan je starohrvatskim tropleternim radovima, kakvi su se radili u hrvatskim primorskim zemljama od 9. do 11. st.
2. Crkve sv. Petra u Čičevu kod Trebinja. Crkve, koje su pripadale benediktinskom samostanu sv. Petra u Polju. Arheološki ih je istraživao dr. Vladimir Ćorović.

### Dokazi katoličke pripadnosti
Benediktinska opatija svetog Petra u Čičevu kod Trebinja se u 12. stoljeću spominje kao katolički prema Dukljaninovoj kronici. Zauzima ga Dušan Silni, koji ga otima benediktincima, a papa ga Klement VI. godine 1345. odlučno traži natrag i dobiva. Za katoličku crkvu i samostan u Čičevu zna nadalje dubrovački kroničar Luccari i neki drugi povjesničari. 
Krunoslav Draganović, budući potpredsjednik Zavoda za kolonizaciju NDH, u knjizi Herceg-Bosna i Hrvatska (1940.) tvrdi da je crkva u Zavali sagrađena 1271., a da je na njezinim ruševinama poslije 1513. izgrađen pravoslavni manastir. Prema Draganoviću, »srpski« su povjesničari pokušali falsificirati starost manastira, prisvajajući godinu izgradnje katoličke crkve, no glavna prepreka u tome, po Draganoviću, bilo je latinsko računanje vremena od rođenja Kristova, za razliku od stvorenja svijeta, kako to srpski spisi i pečati uvijek čine. O ovom manastiru 1890. u listu Bosanska vila Hristifor Mihajlović, iguman manastira, tvrdi da je sadašnji pravoslavni manastir znatno stariji od 1513. te da je na osnovama bivšeg razrušenog sazidan novi, a kao dokaz tome navodi i manastirski pečat iz 1271. te zaključuje da manastir mora biti stariji od pečata. Prema Mihajloviću, ta 1271. godina indicira vladavinu kralja Uroša I. Nemanjića ovim prostorom.

## Odnos katoličanstva i pravoslavlja
Prema pisanju fra Krunoslava Draganovića, katolički narod ostao je bez svećenika usred osmanskih progona. Pravoslavna crkva sklapa već iza pada Carigrada kompromis s Turskom carevinom i patrijarha Genadije dobiva čast turskog paše. U Srbiji se ta ista stvar događa obnovom Pećke patrijaršije. Iako pravoslavni kaluđeri poput monaha Marka pišu, da su turski sultani ("ismailski car Bajazit") »nečastivi i troicihulni i hrišćanom dosaditelni«, ipak se pod Turcima pravoslavlje širi na račun katolicizma, kako drugdje tako i u Hercegovini. Započinje sustavno proganjanje katolika kroz 300 godina (1488. – 1779.), navodno od strane pravoslavnih arhijereja koji katolike carskim fermanima i janjičarskom pomoći sile na plaćanje pravoslavnog vjerskog poreza i podložnost u vjerskim stvarima, sto bi neminovno svršilo otpadom katolika na pravoslavlje. Fratri i drugi svećenici bore se na turskim sudovima, plaćaju globe i idu u tamnice. Katolici su više progonjeni nego pravoslavci sve do zadnjih stoljeća turske vlade, jer su pristaše najvećeg neprijatelja sultana, rimskog pape, i neće poput pravoslavnih martologa boriti s Turcima protiv kršćana. Za turske vlade više puta katolici teže progone trpe od pravoslavnih nego li od samih turskih gospodara.
Trebinjski biskup Primi piše u Rim godine 1674. ovako:
»Pravoslavni (kaluđeri) na temelju toga fermana idu i tlače bijedne katolike (po Popovu polju, nezadovoljni s onim, što im je sultan dozvolio) to više, oni obilaze s četom Turaka i grubom silom otimaju od tih hercegovačkih katolika deset puta više, nego što stoji u fermanu, izjavljujući otvoreno, da će im svake godine tako dodijavati, dok ne postanu pravoslavcima. Radi toga ne mogući se oprijeti tolikoj nevolji, katolici samo sto nijesu izgubljeni. Već su izjavili biskupu, da ce morati preci na grčki zakon, ako se ne ukloni ta nepravda.«
Radi ovog i drugih razloga prešao je velik dio naroda trebinjske biskupije na pravoslavlje. Biskup Andrijašević piše godine 1627., da je od 12 katoličkih crkava u Popovu 7 dospjelo u ruke pravoslavnih. Narod Neretve i Popova piše 1629., da je veći dio katolika ovih strana otišao u shizmu. Srpski povjesničari u dokaz pravoslavlja spominje oko 50 starih crkava oko Trebinja i u Popovu. Crkve su doista stare, iz pred turskih vremena, samo nikad nisu bile pravoslavne već katoličke kao ni ona u selu Dračevu. Sačuvan je dokument, kako je pravoslavni vladika, valjda pri njezinu osvježenju, dao sastrugati kreč s crkve, porušiti katoličke oltare i izbaciti napolje kosti katoličkih pokojnika. Narod, ozlojeđen, želio se vratiti katoličkoj vjeri, ako mu se pribavi stalan župnik. Od toga nije bilo ništa, a katolici su ostali i dalje pravoslavnim. Prvak srpske historiografije Stanoje Stanojević rekao, da je u cijelosti dokazala svoj predmet, a time i prelaz katolika Trebinjske biskupije na pravoslavlje.

## Unutarnje poveznice
- Crvena Hrvatska, Duklja, Raška, Zeta
- Kultura Crvene Hrvatske do 13. stoljeća
- Srednjovjekovna bosanska država
  - Vrhbosna, Usora i Soli, Podrinje
  - Donji krajevi, Završje, Zahumlje
- Popovo polje, Konavle
- Dubrovačka Republika